# 松岡陽子 (計算機科学者)
松岡 陽子（まつおか ようこ、英: Yoky Matsuoka（ヨーキー・マツオカ）、1972年 - ）は、アメリカの計算機科学者、企業経営者。Google NestのCTO。Google Xの共同設立者であり、かつてはQuantusのCEO、Appleのテクノロジーリーダー、Nestのテクノロジー担当副社長、Google副社長などシリコンバレーにおける要職を務めた。2019年10月、パナソニック株式会社（現パナソニック ホールディングス株式会社）へ入社。2020年にパナソニック100%出資のスタートアップ、Yohanaを設立。2022年4月よりパナソニック ホールディングス執行役員に就任。2023年3月、著書『選択できる未来をつくる』（東洋経済新報社）を刊行。

## 来歴
1972年に東京で生まれた。16歳の時にテニス選手を目指して単身渡米、マリア・シャラポワや錦織圭を輩出したフロリダの名門スクール「ニック・ボロテリー・テニスアカデミー」に入塾した。 
10代後半で怪我のためテニスの道を諦めるが、その後は「一緒にテニスをするロボットを作りたい」とカリフォルニア大学バークレー校、マサチューセッツ工科大学大学院に進み、電気工学とコンピューター科学を学び博士課程修了（理学）。
ハーバード大学の博士研究員を経て、カーネギーメロン大学の助教授、 ワシントン大学のコンピューター科学・工学の准教授として、人体・脳のリハビリを促すロボット機器の開発に携わる。ロボット工学と神経科学における研究成果が認められ、天才賞と呼ばれるマッカーサー賞を受賞。賞金を元手に、身体面および学習面の課題を抱える子どもたちのために、ヨーキーワークス財団を設立。
2009年末、共同創業者としてGoogle Xを設立。ガレージベンチャーだったNestに参画し、2014年、Googleに売却。QuanttusのCEO、Appleの副社長、Google NestのCTO、Googleの副社長などシリコンバレーにおける要職を歴任。
2019年10月、パナソニック株式会社（現パナソニック ホールディングス株式会社）へ入社。2020年にYohanaを設立。2022年4月よりパナソニック ホールディングス執行役員に就任。2023年3月中旬、初の著書となる『選択できる未来をつくる』（東洋経済新報社）を刊行。